# Sekskant
En sekskant er en geometrisk figur i to dimensioner. Figuren kaldes også heksagon eller hexagon. Ligeledes kan man betegne noget, der er sekskantet, som heksagonalt. En sekskant er en polygon. Det interessante er, at denne sekskant kan indskrives i en cirkel, idet dens sider er = radius i cirklen.
Vinklerne i en regulær sekskant er alle 120°, og vinkelsummen er for alle sekskanter 720°.

## Brug
Sekskantede strukturer er almindelige i kemisk struktur. Eksempelvis er krystaller og metaller ofte opbyggede i lag med sekskantede ringe.[kilde mangler]
Mange organiske forbindelser er opbygget i sekskanter. Disse stoffer er eksempler på aromatiske. Nogle sukkerforbindelser er opbygget af to seksledede ringe.